# Östhammarshus
Östhammarshus var en borg belägen i Östhammar i nordöstra Uppland, Sverige. Borgen nämns för första gången 1395, men kan då redan ha funnits en tid. Östhammarshus var en fogdeborg och styrelsesättet för Östhammars län. Borgen förstördes i november 1434 i samband med Engelbrektsupproret.
Om borgen skriver Erik Annell i sin 1741 utgivna avhandling Östhammar oppidum Roslagiae:
Sveriges forntida konungar ville sörja för folkets välfärd och säkerhet genom ett fäste, som vi ej bör förbigå med tystnad. Det låg ej långt ifrån själva staden, i riktning mot norr, uppfört på en höjd, sedermera kallad Gamlahus och Bråbänken. Resterna av detsamma märkas ännu av de ögon. som uppsöka platsen. Johannes Magnus räknar detta fäste bland rikets starkast befästa, men härutinnan överdriver han.
Östhammarshus låg vid Gammelhus, då strax norr om staden, men numera en del av Östhammars tätort. Den lilla höjden var under medeltiden kringfluten av vatten, så att man bara kunde ta sig fram till borgen över en bro.
Enligt Tor Schram, textilhandlare i Östhammar under 1900-talets tidigare del, mätte grundmurarnas långsidor till 30 m och kortsidorna till 22 m. En utgrävning gjordes år 1900, men denna uppges vara bristfälligt dokumenterad. Borgen stod länge som ruin. I Uppsala universitetsbibliotek förvaras en teckning från 1700-talet som visar hur ruinen då såg ut. Då syntes murar och rester av torn. Ruinen raserades i slutet av 1700-talet, då rådman Didriksson lät hämta sten från den gamla ruinen för att göra en utfyllnad i Östhammarsfjärden.
När Engelbrekt Engelbrektsson ställde sig i spetsen för upproret mot unionskonungen Erik av Pommerns danska och tyska fogdar, ryckte upprorsmännen i november 1434 mot fogden på Östhammarshus, dansken Niklas Pedersen. När denne fick veta att bondeuppbådet var på väg lastade han så mycket som möjligt på sina skepp, satte fästet i brand och flydde till Stockholm. Händelsen beskrivs i en medeltida rimkrönika:
The Roskarla förfara
Engelbricht för Stockholm wara,
Oesthammar månde de hota.
Fougten fick det genstan weta,
Han straks til skibs bar
All thet ther uppa war:
Tha uthe war hwat ther war inne,
Han tände i eld och lot that brinne,
Thet brände han nider i grund,
Och foor til Stockholm samma stund.